# Albert Vermonet
 Albert Vermonet , né à Reims, est un peintre et vitrailliste français qui a exercé son art à Reims en succédant à Pierre-Adhémar Marquant-Vogel.

## Biographie
Albert-Louis Vermonet est né le 29 mars 1853 à Reims.
Il est le fils de Théodore Joseph Vermonet (1821-1888), cordonnier, et de Marie-Louise Legros (1822-1904).
Il fait son apprentissage chez le peintre verrier Pierre-Adhémar Marquant-Vogel.
Il poursuit ses études à l’école des Beaux-Art à Paris. Il est l’élève de Émile Vernet-Lecomte.
Albert-Louis Vermonet succède à Pierre-Adhémar Marquant-Vogel, 47 bis rue de Châtivesle à Reims.
En 1829, Albert-Louis Vermonet est nommé officier d’Académie.
Il se marie le 18 Janvier 1879, à Reims, avec Aline Louise Pommery (1859-1893) avec qui il aura trois enfants. Il signe une partie de ses œuvres « Vermonet- Pommery ».
Il se remarie en 1896, à Reims, avec Adélaïde Marie Rousselet.
En 1920, Albert Charles Delloux, prend la succession de la maison A. Vermonet.
Albert Vermonet décède le 16 février 1921.

## Distinction
En 1904, il reçut les palmes d’Officier d’Académie de l’Instruction Publique.

## Œuvres

### En France
- Église Saint-Barthélemy à Williers : Ensemble de 2 verrières décoratives (baies 1, 2) (Dossier IM08005861)[3].
- Église Saint-Nicaise à Louvergny : Ensemble de 5 verrières figurées (baies 0 à 4) (Dossier IM08008706)[4].
- Église Saint-Rémi de Bélair à Charleville-Mézières : Ensemble de 5 verrières historiées et à personnages (baies 0, 5, 6, 7, 8) (Dossier IM08008948)[5].
- Église Sainte-Marguerite à Chesnois-Auboncourt : Ensemble de 2 verrières (baies 13, 14) (Dossier IM08007635).
- Église Saint-Barthélemy à Chémery-sur-Bar : Ensemble des trois verrières du chœur (baies 0, 1, 2) (Dossier IM08006482).
- Église Saint-Martin à Mesmont (Ardennes) : Ensemble de 2 verrières à personnages (baies 1 et 2) (Dossier IM0800774).

### Hors de France

#### Au Canada
A Montréal : église de Saint louis, église de France, église Saint-Jean-Baptiste.

A Quebec: basilique.